# Kabechabl'
Kabechabl' (in lingua russa Кабехабль) è un centro abitato dell'Adighezia, situato nel Šovgenovskij rajon. La popolazione era di 1.031 abitanti al dicembre 2018. Ci sono 14 strade.